# Octomeria cochlearis
Octomeria cochlearis är en orkidéart som beskrevs av Heinrich Gustav Reichenbach. Octomeria cochlearis ingår i släktet Octomeria och familjen orkidéer. Inga underarter finns listade i Catalogue of Life.